# Фальяс, Карлос Луис
Карлос Луис Фальяс Сибаха (21 января 1909 года, Алахуэла, Коста-Рика — 7 мая 1966 года, Сан-Хосе (Коста-Рика)) — коста-риканский писатель и коммунистический политический активист, также известный как Калуфа (от первых слогов его имени, отчества и фамилии).

## Биография
Фальяс родился в Алахуэле в семье матери-одиночки. Фальяс окончил только первые два класса средней школы, а затем уехал в Лимон на побережье Атлантического океана Коста-Рики, где работал на банановых плантациях United Fruit Company. Найдя там невыносимые условия, он вернулся в Алахуэлу в возрасте 22 лет и устроился на работу сапожником.
Фальяс стал активным участником организованного рабочего движения и Коммунистической партии Коста-Рики. После кровавого столкновения между бастующими рабочими и полицией судья приговорил его в 1933 году к одному году ссылки на побережье Атлантического океана. Там Фальяс возглавил забастовку 1934 года, в которой участвовало 15 000 рабочих, занятых на производстве бананов.
В 1942 году Фальяс был избран представителем городского совета, а в 1944 году стал членом Национального конгресса. Он участвовал в Гражданской войне в Коста-Рике в 1948 году на стороне правительственных войск, их союзниками тогда были коммунисты. Гражданская война закончилась порбедой демократических сил, и сегодня Коста-Рику называют одной ихз самых благополучных стран Латинской Америки.
Известен своими романами «Mamita Yunai» (Мамита Юнаи, 1940), в котором осудил суровые условия жизни и труда рабочих United Fruit Company и (об этом поэт Пабло Неруда пишет в «Канто генерал»), и «Маркос Рамирес» (1952), A юмористический роман о жизни коста-риканского мальчика в начале XX века, взятый в основном из жизни самого Фальяса. Другие произведения Фальяса: «Gentes y gentecillas» (Люди и маленькие люди, 1947) и «Mi madrina» (Моя крестная, 1954).
Несмотря на непродолжительное формальное образование Фальяс является одним из самых читаемых коста-риканских авторов. В 1962 году он был удостоен иберо-американской премии от Фонда Уильяма Фолкнера за роман «Маркос Рамирес». Незадолго до своей смерти от рака почки в возрасте 57 лет он получил премию Магона, высшую награду Коста-Рики в области культуры.
Конгресс Коста-Рики посмертно объявил его Benemérito de la Patria («Заслуженный гражданин», высшая награда правительства) в 1977 г.

## Награды
- Иберо-американская премия за новеллы 1962 года (Фонд Уильям Фолкнер, США) за роман «Маркос Рамирес»).
- Национальная культурная премия Магона 1965 года
- Benemérito de la Patria (Заслуженный гражданин, 1977 год)